# Dexbromfeniramină
Dexbromfeniramina este un antihistaminic H1 derivat de piridină cu proprietăți anticolinergice. Este utilizat în tratamentul alergiilor, precum urticaria. În Statele Unite și Canada, este asociat cu pseudoefedrină și fenilefrină. Calea de administrare disponibilă este cea orală. Este izomerul dextrogir al bromfeniraminei.